# Citlaltépetl (kommun)
Citlaltépetl är en kommun i Mexiko.   Den ligger i delstaten Veracruz, i den sydöstra delen av landet, 250 km nordost om huvudstaden Mexico City.
Följande samhällen finns i Citlaltépetl:
- Las Sabinas
- La Ceiba
- Ceiba Nueva
- San Jerónimo
- La Calabaza
- Loma las Vigas
- El Crucero
- San Sebastián el Alto